# Stevens Village
Stevens Village és una concentració de població designada pel cens dels Estats Units a l'estat d'Alaska. Segons el cens del 2000 tenia 87 habitants.

## Demografia
Segons el cens del 2000, Stevens Village tenia 87 habitants, 35 habitatges, i 15 famílies La densitat de població era de 3,2 habitants/km².
Dels 35 habitatges en un 28,6% hi vivien nens de menys de 18 anys, en un 2,9% hi vivien parelles casades, en un 31,4% dones solteres, i en un 54,3% no eren unitats familiars. En el 45,7% dels habitatges hi vivien persones soles l'11,4% de les quals corresponia a persones de 65 anys o més que vivien soles. El nombre mitjà de persones vivint en cada habitatge era de 2,49 i el nombre mitjà de persones que vivien en cada família era de 3,63.
Per edats la població es repartia de la següent manera: un 29,9% tenia menys de 18 anys, un 8% entre 18 i 24, un 31% entre 25 i 44, un 24,1% de 45 a 60 i un 6,9% 65 anys o més.
L'edat mediana era de 35 anys. Per cada 100 dones de 18 o més anys hi havia 190,5 homes.
La renda mediana per habitatge era de 12.500 $ i la renda mediana per família d'11.563 $. Els homes tenien una renda mediana d'11.250 $ mentre que les dones 0 $. La renda per capita de la població era de 7.113 $. Aproximadament el 60% de les famílies i el 61,2% de la població estaven per davall del llindar de pobresa.

## Poblacions més properes
El següent diagrama mostra les poblacions més properes.